# Església de Sant Agustí (Castelló de la Plana)
'Església de Sant Agustí Bisbe, situada al carrer Major 82 de Castelló de la Plana, a la comarca de la Plana Alta, també coneguda com a Església del exconvent de Sant Agustí, és un edifici catalogat, de manera genèrica, com Bé de Rellevància Local, segons la Disposició Addicional Cinquena de la Llei 5/2007, de 9 de febrer, de la Generalitat, de modificació de la Llei 4/1998, d'11 de juny, del Patrimoni Cultural Valencià (DOCV Núm. 5.449 / 13/02/2007), amb codi: 12.05.040-008. Pertany a la Diòcesi de Sogorb Castelló.

## Història
L'actual església de Sant Agustí és el que queda de l'antic Convent dels Pares Agustins de la ciutat de Castelló. Es disposa de documentació que parla de l'existència d'un Convent de Sant Agustí a la ciutat a mitjan segle xiv, que ja va sofrir una reconstrucció en 1393, la qual no seria l'última que sofrís al llarg de la seva història.
El temple actual data del segle xvii, presentant una façana d'estil barroc i un retaule de l'altar major datat en 1771 i obra de l'escultor Josep Vergara i el daurador Gonzalo Coll, així com un interior decorat amb frescs de Joaquim Oliet i Cruella.
L'any 1835 és clausurada i cedit, ja l'any 1849, el complex d'instal·lacions conventuals a l'Ajuntament de Castelló, institució que va usar les dependències per a diversos organismes públics com a seu del Govern Civil, Delegació d'Hisenda, i fins i tot caserna militar.
Ja entrada la dècada dels anys 50 del segle xx, els edificis del convent amb la seva església van ser retornats a Ordre dels Agustinos, en concret a la seva Província de Castella el 19 d'octubre de 1957, cosa que va permetre als agustins tornar a la ciutat.
Com a conseqüència del lamentable estat en el qual les instal·lacions es trobaven, l'any 1974, no es va poder més que derruir tot menys l'Església conventual, que va poder restaurar-se i tornar-se a obrir al culte, encara que no fos parròquia.